# Бернданер, Игнац
Игнац Бернданер (нем. Ignaz Berndaner; 4 июля 1954, Гармиш-Партенкирхен, ФРГ) — западногерманский хоккеист-защитник и тренер.

## Биография
Родился 4 июля 1954 года в Гармиш-Партенкирхене.
Выступал за западногерманские клубы «Риссерзее» (1979—1987, 1992—1993) и «Мюних Гедос» (1987—1992).
В составе сборной ФРГ в 1973, 1976-1979, 1982 и 1983 (64 матча, 7 голов) годах принимал участие в чемпионатах мира по хоккею, ЗОИ  1976 и 1980 (10 матчей, 4 гола), в 1976 году стал бронзовым призёром зимних Олимпийских игр. В 1984 году представлял ФРГ на Кубке Канады (5 матчей). Всего за сборную ФРГ сыграл 181 матч и забросил 19 шайб.
Отличался быстротой и ловкостью, умел выбирать позицию и опережать своих соперников.
Игровую карьеру закончил в 1993 году, после чего занялся тренерской работой. В 1994—1998 годах тренировал клуб высшего дивизиона Германии «Ингольштадт». В 2000 году стал помощником тренера женской сборной Германии по хоккею с шайбой, работал с ней на чемпионате мира 2000 года. С 2002 года жил и работал в Баварии, тренировал местные ХК («Айсбэрен Регенсбург», «ТСФ Пайсенберг», «ЭА Шонгау», «Уондерерс Гермеринг»), также работал с женским хоккейным клубом «Гармиш-Партенкирхен».